# Bachmacz (wieś)
Bachmacz (ukr. Бахмач) – wieś na Ukrainie, w obwodzie czernihowskim, w rejonie niżyńskim, w hromadzie Bachmacz. W 2001 liczyła 3009 mieszkańców.